# Maggot Brain
Albums de Funkadelic
Free Your Mind... And Your Ass Will Follow America Eats Its Young
Maggot Brain est le troisième album du groupe américain de funk Funkadelic sorti chez Westbound Records en 1971. En 2003, le magazine Rolling Stone l'a placé à la 479e place de sa liste des 500 plus grands albums de tous les temps. L'album fut le dernier enregistré par la formation originale de Funkadelic ; après sa sortie, les membres fondateurs Tawl Ross (guitare), Billy Nelson (basse) et Tiki Fulwood (batterie) ont  tous trois quitté le groupe pour diverses raisons.

## Liste des chansons
1. Maggot Brain (George Clinton, Eddie Hazel) – 10:20
2. Can You Get to That (Clinton, Ernie Harris) – 2:50
3. Hit It And Quit It (Clinton, Billy Bass Nelson, Garry Shider) – 3:50
4. You and Your Folks, Me and My Folks (Clinton, Judie Jones, Bernie Worrell) – 3:36
5. Super Stupid (Clinton, Hazel, Nelson, Tawl Ross) – 3:57
6. Back in Our Minds (Fuzzy Haskins) – 2:38
7. Wars of Armageddon (Clinton, Tiki Fulwood, Ross, Worrell) – 9:42

Titres bonus de la réédition de 2005
1. Whole Lot of BS (Clinton, Worrell) – 2:11
2. I Miss My Baby (Haskins) – 5:02
3. Maggot Brain (Alt. Mix) (Hazel, Clinton) – 9:35

## Musiciens
Les crédits sont adaptés des notes de pochette de l'album.

### Funkadélic
- Bernie Worrell – claviers, chant (3)
- Eddie Hazel – guitare solo, chant (5)
- Tawl Ross – guitare rythmique, chant (6, 7)
- Billy Nelson – basse, chant (4)
- Tiki Fulwood – batterie
- George Clinton – chant (intro parlée sur 1, chant sur 6, 7)
- Ray Davis – chant (2)
- Fuzzy Haskins, Calvin Simon, Grady Thomas, Garry Shider, Hot Buttered Soul: (Pat Lewis, Diane Lewis et Rose Williams) – chœurs